# Vieira Lusitano
Franciscos de Matos Vieira, meglio noto come  Vieira Lusitano  (Lisbona, 4 ottobre 1699 – Lisbona, 13 agosto 1783), da non confondere con il  pittore Francisco Vieira de Matos, detto Vieira Portuense.

## Biografia

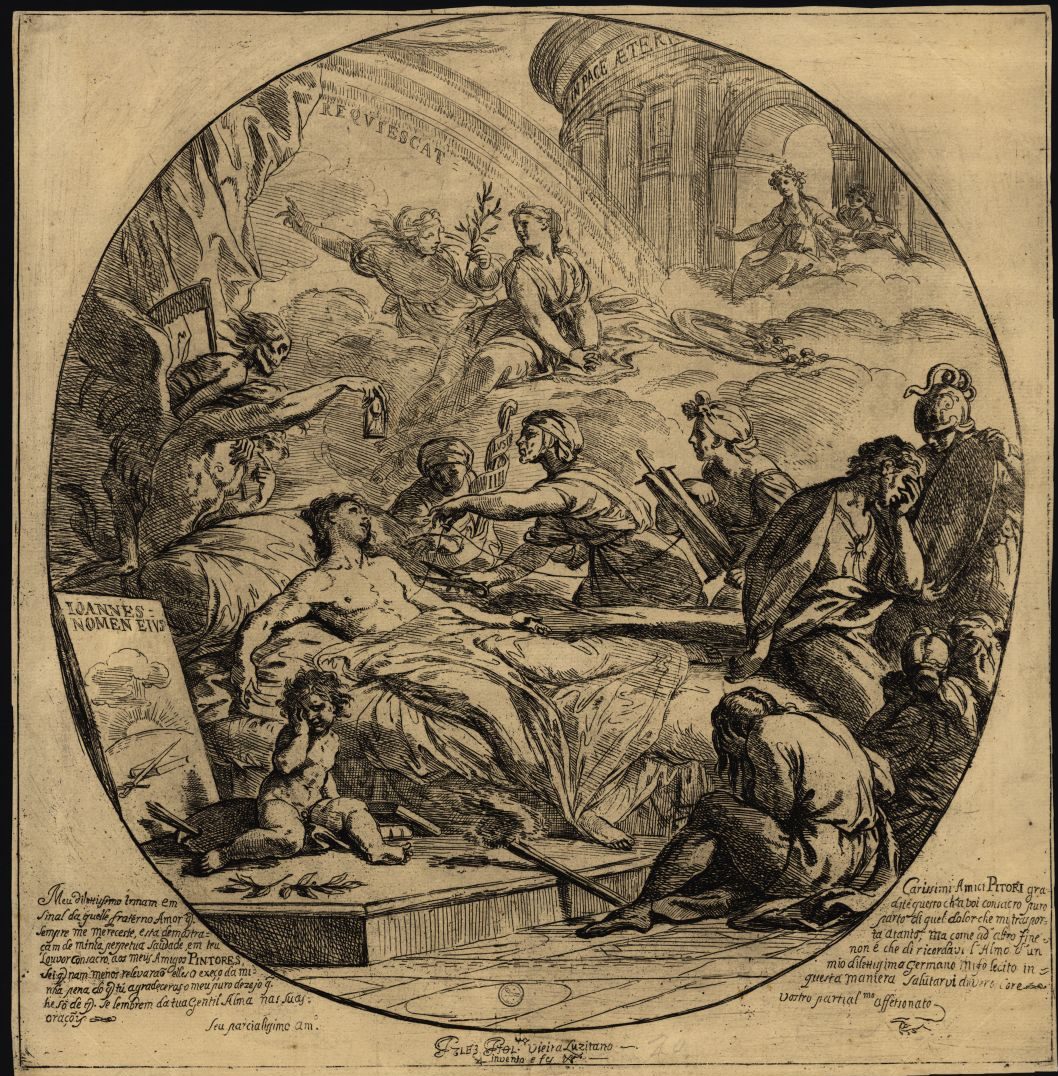
Le tre Parche (fine anni 1720) - Biblioteca nazionale del Portogallo (Lisbona)

Il padre era un fabbricante di calze e calzini. Per lui era inizialmente prevista la carriera ecclesiastica, ma quando mostrò attitudine alle arti, i genitori cambiarono idea. Voci sul suo talento raggiunsero Carnide, ove alcuni gentiluomini, che gestivano un'accademia letteraria chiesero di incontrarlo. Durante tale incontro, egli conobbe una giovane donna di nome Inês Helena de Lima e Melo, che divenne la sua passione per tutta la vita
Nel frattempo egli aveva iniziato gli studi, probabilmente con André Gonçalves.
Le sue opere attirarono l'attenzione di Don Rodrigo Anes de Sá Almeida e Meneses (1676-1733), marchese di Abrantes, che era stato appena nominato ambasciatore del Portogallo a Roma. Il marchese si offrì a Vieira di portarlo con lui in modo che potesse continuare a Roma i suoi studi, e la famiglia di Vieira accettò.
Giunto a Roma all'età di soli tredici anni, fu apprendista presso Benedetto Luti, che lo incaricò subito di studiare e copiare gli affreschi della Galleria Farnese. Nel frattempo il marchese di Abrantes lo indirizzò alla rappresentazione di cerimonie religiose, alle pitture nella Basilica di San Pietro, alle decorazione nell'ambasciata portoghese a Roma e persino a quelle della propria carrozza.. Quando giunse l'ora per il marchese di rientrare in patria, egli voleva portare con sé anche Vieira, ma vi rinunciò per le sue insistenze a rimanere e gli permise di fermarsi colà ancora altri due anni a studiare con Francesco Trevisani.

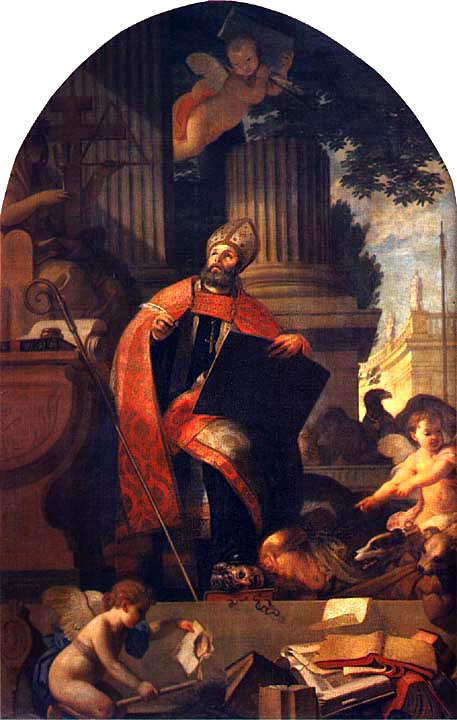
Sant'Agostino (1770) - Museo Nazionale di Arte Antica (Lisbona)

### Matrimonio e conseguenze
Rientrato in patria dopo sette anni, ricevette dal re Giovanni V l'incarico di dipingere un ampio "Santissimo Sacramento" per la processione del Corpus Domini. La sua relazione con Inês non stava andando bene, poiché i genitori di lei lo ritenevano di livello sociale inferiore e non avrebbero dato il loro consenso al matrimonio. Ciò nonostante essi ricorsero a un matrimonio per procura. Quando i genitori di lei lo vennero a sapere, la portarono in convento costringendola a prendere i voti. Vieira cercò di ottenere la sua liberazione ma, non riuscendoci, decise di ricorrere al papa in persona. Egli rimase in Roma per cinque anni insistendo con la sua petizione e continuando a dipingere.
Infine, riconosciuta la propria sconfitta, tornò a Lisbona nel 1728. In qualche modo riuscì a far pervenire ad Inês degli abiti maschili e lei, travestita da uomo, lasciò senza difficoltà il convento. Quando si scoprì la sua assenza, i suoi genitori assoldarono un killer per vendicare il loro onore. Vieira fu oggetto di uno sparo mentre camminava per strada e ne rimase gravemente ferito. Quando si ristabilì egli chiese giustizia presso il re Giovanni V, ma la famiglia della moglie era influente e al presunto sparatore fu permessa la fuga dal paese. Temendo per la propria incolumità, Vieira entrò nel convento dei paolini per poi trasferirsi, nel 1732, a Siviglia a lavorare per il re di Spagna Filippo V.

### Pittore di corte
Tornato in Portogallo l'anno successivo, fu nominato pittore di corte, carica che mantenne anche sotto il re Giuseppe I. Nel 1744 fu nominato Cavaliere dell'Ordine di San Giacomo della Spada. Durante il suo ruolo di pittore di corte egli non dipinse solo ritratti della famiglia reale, ma lavorò proficuamente anche per numerosi edifici pubblici e chiese, Molti dei suoi lavori andarono però purtroppo perduti durante il terremoto di Lisbona del 1755.
Nel 1775 la sua amata Inês morì. Colpito dal dolore, egli smise di dipingere ed entrò nel convento del Beato Antonio, ove rimase fino alla morte. In questo periodo egli scrisse un lungo poema in canti lirici dal titolo O insigne pintor e leal esposo, história verdadeira... (Illustre pittore e marito fedele, una storia vera), che fu pubblicato nel 1780. In quello stesso anno accettò l'incarico onorario di direttore della "Nu Academy" (successivamente "Accademia Reale di Belle Arti").

## Ritratti della famiglia reale

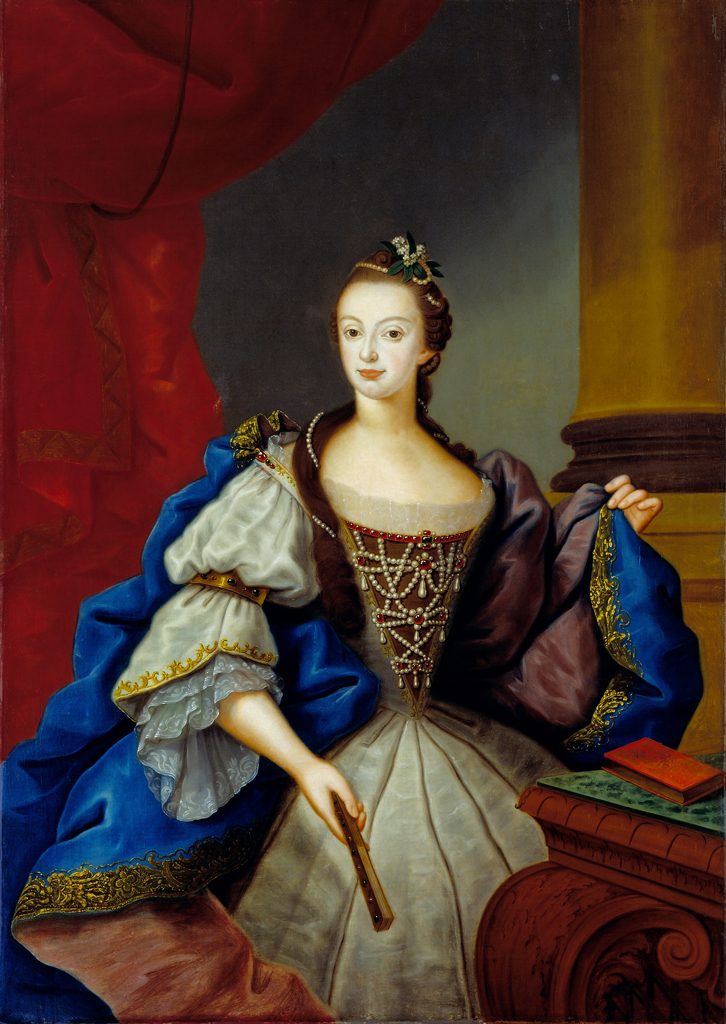
Maria I del Portogallo - Palazzo Nazionale di Queluz, Queluz
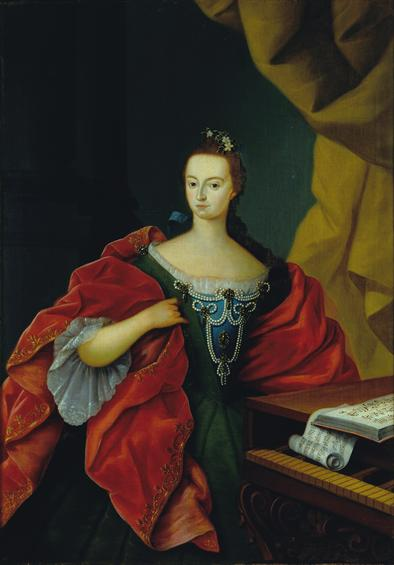
Infanta Mariana Francesca del Portogallo - Palazzo Nazionale di Queluz, Queluz
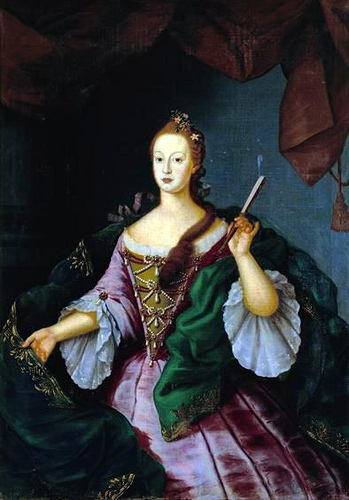
Infanta Maria Dorotea del Portogallo - Palazzo Nazionale di Queluz, Queluz
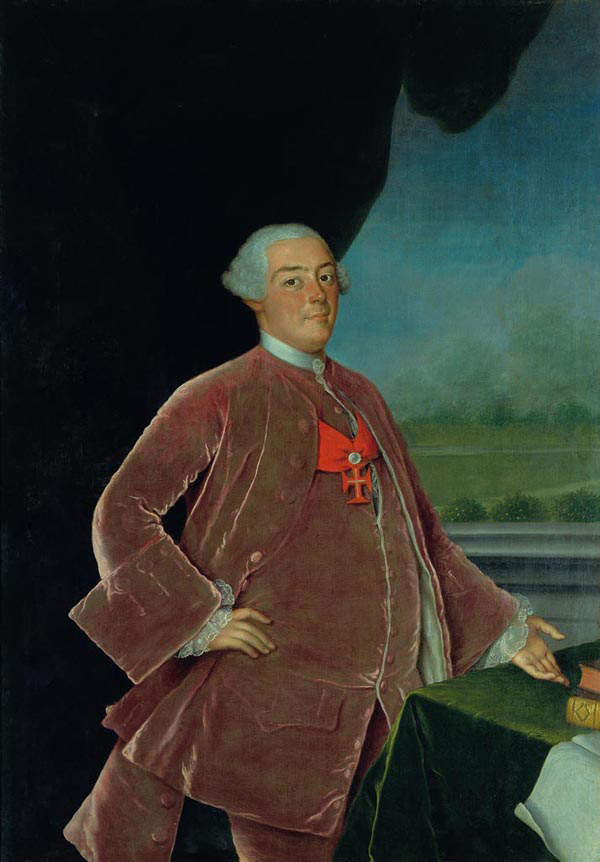
Pietro III del Portogallo